# (33168) 1998 ED10
1998 ED10 (asteroide 33168) é um asteroide da cintura principal. Possui uma excentricidade de 0.16146130 e uma inclinação de 4.65140º.
Este asteroide foi descoberto no dia 2 de março de 1998 por Beijing Schmidt CCD Asteroid Program em Xinglong.